# Elio Decio Triciano
Elio Decio Triciano (en latín: Aelius Deccius Triccianus) fue un gobernador romano. 

## Biografía
Triciano fue registrado por primera vez como procurador del legado de Panonia, antes de convertirse en el praefectus legionis (comandante legionario) de la Legio II Parthica bajo Caracalla. Se vio envuelto en un complot para usurpar el trono de Caracalla, con Macrino. Cuando este consiguió el trono, Triciano fue recompensado con el puesto de gobernador provincial de Panonia Inferior. Durante su tiempo como gobernador, usó su legio, II Parthica, para reparar los caminos militares en la provincia.  Numerosos miliarios llevaban su nombre, sin embargo todos fueron eliminados más tarde por orden de Heliogábalo, como parte del decreto de damnatio memoriae contra él. Está registrado que también se convirtió en senador por adlectio especial.
Después del derrocamiento de Macrino por Heliogábalo, el nuevo emperador procedió a destituir a los leales seguidores del primero. Dión Casio proporciona una lista parcial de los objetivos de Heliogábalo: Triciano, Castino, Valeriano Poeto y Seyo Caro. Triciano, en consecuencia, se sublevó por pura necesidad política, ya que Heliogábalo seguramente vengaría la muerte de Caracalla, de quien Heliogábalo había afirmado que era su hijo ilegítimo, para legitimar su derecho al trono. La obligación de Triciano para con Macrino de vengar su derrocamiento a manos de Heliogábalo, también requería su acción, de forma que varias legiones, incluido el antiguo mando de Triciano de "II Parthica", tenían en alta estima a Macrino y, por lo tanto, estaban disponibles para que Triciano las usara para organizar su revuelta. Fue derrotado y ejecutado por Heliogábalo, y luego se declaró en su contra una damnatio memoriae. Debido a esta "damnatio memoriae", incluso la fecha de su muerte es imposible de establecer con certeza, así como la fecha de su rebelión.